# Ева Пінкельніг
Ева Пінкельніг (нім. Eva Pinkelnig) — австрійська стрибунка з трампліна, призерка чемпіонату світу.
Срібну медаль чемпіонату світу Пінкельніг виборола в складі австрійської команди в командних змаганнях на нормальному трампліні на світовій першості 2019 року, що проходила в австрійському місті Зефельд-ін-Тіроль. На цьому ж чемпіонаті вона виборола ще одну срібну медаль в складі змішаної команди. 

## Зовнішні посилання
- Досьє на сайті FIS [Архівовано 27 лютого 2019 у Wayback Machine.]

## Виноски
1. ↑  https://www.olympiazentrum-vorarlberg.at/athleten/eva-pinkelnig/
2. ↑  Women's team normal hill results (PDF). Архів оригіналу (PDF) за 27 лютого 2019. Процитовано 3 березня 2019.